# Noruega en el Festival de la Canción de Eurovisión 1966
Noruega participó en el Festival de la Canción de Eurovisión 1966 con la canción «Intet er nytt under solen», compuesta por Arne Bendiksen e interpretada en noruego por Åse Kleveland. La emisora noruega NRK organizó el Melodi Grand Prix 1966 para seleccionar a la representación noruega para el festival en Luxemburgo. En total, participaron 10 artistas, y cada uno interpretaba dos canciones distintas. Un jurado se encargó de las votaciones. La canción «Intet er nytt under solen», interpretada por Åse Kleveland y Grynet Molvig, se declaró ganadora con 22 puntos.
El país actuó en sexto lugar en la noche y quedó 3º en el festival.

## Antes del Festival de la Canción de Eurovisión

### Melodi Grand Prix 1966
Melodi Grand Prix 1966 fue la sexta edición del Melodi Grand Prix, la competición musical que selecciona a las participaciones noruegas en el Festival de la Canción de Eurovisión. El evento tuvo lugar el 5 de febrero de 1966 en el Centralteatret de Oslo, presentado por Øivind Bergh.
Cinco canciones interpretadas dos veces por distintos artistas participaron en una final donde diez jurados nacionales votarían y la canción con más puntos sería la elegida para representar al país en el Festival de Eurovisión.

#### Canciones participantes
La cantante Anita Thallaug representó al país en 1963, y Kirsti Sparboe en 1965. También lo haría en 1967 y 1969. Wenche Myhre representaría a Alemania en 1968.
| Título original de la canción   | Intérpretes    | Intérpretes    | Compositor(es)                    |
| Traducción al español           | Orquesta       | Banda          | Compositor(es)                    |
| ------------------------------- | -------------- | -------------- | --------------------------------- |
| «Lørdagstripp»                  | Kirsti Sparboe | Wenche Myhre   | Ivar Børsum, Bjørn Hornmoen       |
| «Viaje de sábado»               | Kirsti Sparboe | Wenche Myhre   | Ivar Børsum, Bjørn Hornmoen       |
| «Ung og forelsket»              | Anita Thallaug | Grynet Molvig  | Jolly Kramer-Johansen, Jul Hansen |
| «Joven y enamorada»             | Anita Thallaug | Grynet Molvig  | Jolly Kramer-Johansen, Jul Hansen |
| «Gi meg fri»                    | Åse Kleveland  | Kirsti Sparboe | Arne Bendiksen                    |
| «Libérame»                      | Åse Kleveland  | Kirsti Sparboe | Arne Bendiksen                    |
| «Intet er nytt under solen»     | Grynet Molvig  | Åse Kleveland  | Arne Bendiksen                    |
| «No hay nada nuevo bajo el sol» | Grynet Molvig  | Åse Kleveland  | Arne Bendiksen                    |
| «Vims»                          | Wenche Myhre   | Anita Thallaug | Arne Bendiksen                    |
| «Divagadora»                    | Wenche Myhre   | Anita Thallaug | Arne Bendiksen                    |

#### Final
La final se celebró el 5 de febrero, y fue presentada por Øivind Bergh.
| Nº | Intérprete(s)  | Canción                     | Lugar | Pts. |
| -- | -------------- | --------------------------- | ----- | ---- |
| A  | Wenche Myhre   | «Lørdagstripp»              | 4     | 6    |
| B  | Anita Thallaug | «Ung og forelsket»          | 3     | 7    |
| C  | Kirsti Sparboe | «Gi meg fri»                | 2     | 11   |
| D  | Grynet Molvig  | «Intet er nytt under solen» | 1     | 22   |
| E  | Anita Thallaug | «Vims»                      | 5     | 4    |
| C  | Åse Kleveland  | «Gi meg fri»                | 2     | 11   |
| B  | Grynet Molvig  | «Ung og forelsket»          | 3     | 7    |
| A  | Kirsti Sparboe | «Lørdagstripp»              | 4     | 6    |
| D  | Åse Kleveland  | «Intet er nytt under solen» | 1     | 22   |
| E  | Wenche Myhre   | «Vims»                      | 5     | 4    |

## En Eurovisión
La canción fue interpretada tercera en la noche del 5 de marzo de 1966 por Åse Kleveland, seguida por Finlandia con Ann-Christine Nyström interpretando «Playboy» y precedida por Yugoslavia con Berta Ambrož interpretando «Brez besed». Al final de las votaciones, la canción había recibido 15 puntos, quedando en tercer puesto de un total de 18, solo un punto por debajo de la canción subcampeona.
El jurado noruego otorgó 1 punto a Dinamarca, 3 puntos a Finlandia y 5 puntos a Suecia, y recibió 1 punto de Alemania, 3 puntos de Austria, Suecia y España, y 5 puntos de Italia. El portavoz que dio la votación noruega fue Erik Diesen.
El comentarista noruego del festival fue Sverre Christophersen.